# Teun van Es
Teun van Es (1937) is een Nederlands voormalig korfbalscheidsrechter.
Hij floot meerdere Nederlandse finales en was ook internationaal scheidsrechter van het IKF.

## Speler
Van Es speelde zelf korfbal van 1948 t/m 1967 bij korfbalclub Rotterdam-Zuid.

## Scheidsrechterscarrière
Van Es besloot op 30-jarige leeftijd, in 1967 scheidsrechter te worden.
Vanaf 1970 was Van Es scheidsrechter in de hoogste Nederlandse competitie, de Hoofdklasse.

## Wedstrijden
Van Es floot de Nederlandse zaalfinales van 1977 en 1980.

## Internationaal
Vanaf 1974 werd Van Es een officiële IKF scheidsrechter. In dienst van deze internationale bond floot Van Es onder andere op de Europacup van 1974 en de demonstratietour door Amerika in 1976.